# 光梗阔苞菊
光梗阔苞菊（学名：Pluchea pteropoda）为菊科阔苞菊属的植物。分布于台湾、中南半岛等地，生长于石缝、海滨沙地以及潮水能达之地，目前尚未由人工引种栽培。